# Cheilodactylus francisi
Cheilodactylus francisi är en fiskart som beskrevs av Burridge 2004. Cheilodactylus francisi ingår i släktet Cheilodactylus och familjen Cheilodactylidae. Inga underarter finns listade i Catalogue of Life.